# 152
152 рік — високосний рік, що почався в суботу за григоріанським календарем. 
Римська імперія •  Парфянське царство •  Кушанське царство •  Східна Хань •  Сармати

## Геополітична ситуація
У Римській імперії править імператор Антонін Пій (до 161). Імперія  займає Апеннінський, Піренейський та Балканський півострови, Галлію, частину Британії, Близький Схід, Північну Африку включно з Єгиптом. 
Наймогутніша держава центральної Азії — Парфянське царство. Наймогутніша держава Індостану — Кушанське царство. Династія Хань править у Китаї.  Корейський півострів ділять між собою Три корейські держави. 
Триває докласичний період цивілізації мая.
На території майбутньої України, в степах Причорномор'я, кочують сармати, північніше — племена Черняхівської культури.

## Події
- Консулами у Римі були Маній Ацилій Глабріон та Марк Валерій Гомул. Консул-суфект — Марк Валерій Гомулл.
- Закінчилася військова компанія Риму в Мавританії — заворушення успішно придушені.
- В Єгипті почалися заворушення селян.
- Келадіон став єпископом Александрії.
- Китайський імператор Сяо-цзин[джерело?] уклав мир з хунну.
- Контроль Китаю над  Таримським басейном ослаб.